# Сеньково (Пореченская волость)
Сеньково — деревня в Великолукском районе Псковской области России. Входит в состав сельского поселения «Купуйская волость».
Расположена в центре района в 5 км к востоку от волостного центра Купуй и в 25 км к югу от райцентра Великие Луки.

## Население
Численность населения по оценке на 2000 год составляла 26 жителей, на 2010 год — 23 жителя.